# Alleanze tra i Galli e Siracusa
Le alleanze tra i Galli e Siracusa avvennero nel IV secolo a.C., coinvolgendo da un lato i due tiranni di Siracusa Dionisio I e Dionisio II e dall'altro il popolo dei Galli Senoni.
Per testimonianza di Giustino si è a conoscenza di un trattato di alleanza tra Dionisio I e i medesimi Galli che incendiarono la città di Roma nel 390 a.C. varr. (388/386 a.C.). L'annalistica liviana registrò in seguito numerosi attacchi gallici provenienti dall'Italia meridionale e rivolti contro il Lazio; queste incursioni, secondo la ricostruzione moderna, sarebbero state di origine siracusana, orchestrate da Dionisio II, il quale avrebbe ereditato dal padre l'intesa con i Galli.

## Contesto dionisiano (388 a.C. - 367 a.C.)

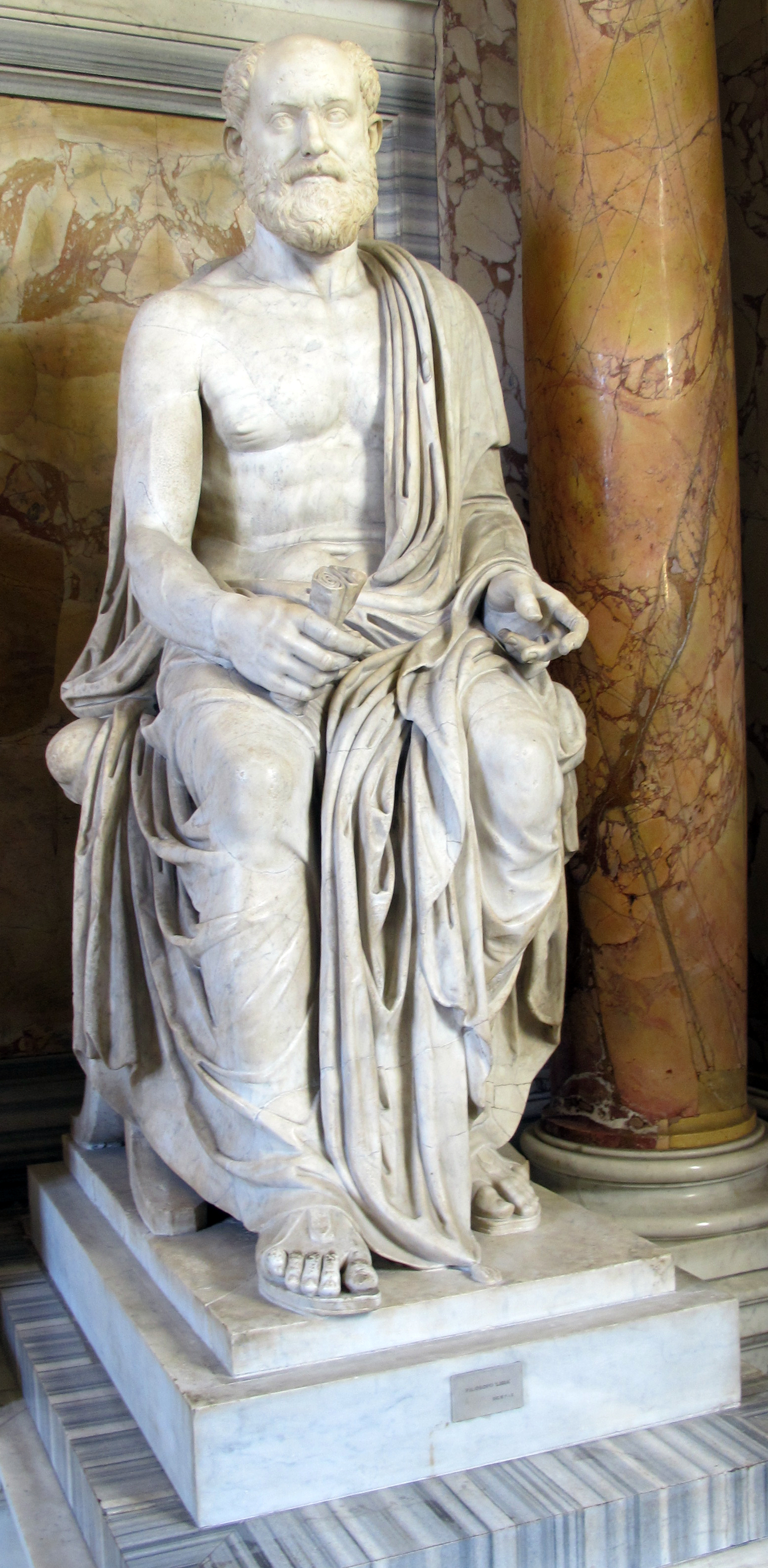
Statua di Lisia, filosofo dalle origini siracusane ma nato e vissuto ad Atene; criticò aspramente il governo di Dionisio I

Senofonte nella sua opera letteraria Ierone (datata nel 388 a.C.), dimostra di saper cogliere lo status dei programmi politici dionisiani rivolti verso l'Italia. Egli infatti nel suo discorso ideale con il tiranno siceliota fa notare le grandi possibilità che si sono aperte per Siracusa nella penisola italica con l'invasione dei Galli, la quale avendo indebolito le egemonie preesistenti sul territorio, offre al tiranno l'occasione di espandere il suo regno, facendogli raggiungere quella felicità che rappresenta il tema principale dell'opera senofontea. Viceversa Platone, trovandosi a corte nello stesso periodo (388/387 a.C.), affronta diversamente il tema politico con Dionisio I, schierandosi fin da subito contro la prospettiva di un dominio tirannico, poiché egli desidera avere al governo un re-filosofo, ed anzi sostiene che solamente il governo dei filosofi potrà salvare le poleis dal loro inesorabile declino; argomento che farà presente nelle cosiddette lettere platoniche, quando, essendo fallito il tentativo di portare in auge un re-filosofo, scriverà che «i Siracusani vivono in una falsa felicità e non sono predisposti alla virtù» (Lettera VII, 326b-327b). Secondo Senofonte invece è proprio la tirannide siracusana a rappresentare il modello alternativo alla polis; un concetto che ovviamente la tirannide gradisce in forma ben maggiore, rispetto alle critiche e rimproveri di Platone.
Il pensiero di Senofonte appare mirato a consolare il tiranno Dionisio I dopo lo smacco subito con l'Olimpico di Lisia, anch'esso avvenuto nel 388 a.C. In quell'occasione l'oratore ateniese mette in guardia il popolo panellenico dal pericolo che rappresenta la tirannide siracusana, con uno sguardo d'apprensione per l'Italia, oltre che per la Sicilia, e una diffidenza rivolta a chi in quel momento - ovvero la polis di Siracusa - sostiene l'alleanza con Sparta e la Persia ai danni di Atene. Significativamente Lisia guarda ad una potenza marina come una minaccia per la libertà dei popoli:
Senofonte, invece, elogia proprio quella forza prolifera, frutto della «politica del lavoro» di Dionisio I, che richiamando maestranze da ogni dove era riuscito a dotare la polis di tutto l'occorrente per una ramificazione territoriale. Sempre secondo Senofonte, il potere assoluto porta alla felicità del tiranno, e il fatto che lo scrittore celebri Ierone vincitore sugli Etruschi a Cuma, e non celebri invece Gelone vincitore sui Cartaginesi a Imera, è secondo gli studiosi moderni un chiaro indizio dato a favore della politica espansionistica dionisiana verso il tirrenico. La propagazione territoriale verso l'Occidente è ampiamente sostenuta da Filisto, definito da Diodoro come «l'amico più fedele dei dinasti» (Diodoro Siculo, XVI, 16, 3), egli è un importante cultore degli attacchi che si verificano sul Tirreno e delle colonizzazioni sull'Adriatico. Un programma politico apparentemente interrotto dallo scoppio della quarta guerra greco-punica e dalla morte del tiranno, ma che viene in seguito ripreso da Dionisio II.
Filisto tramanda agli storici il concetto di «maggiore potenza d'Europa» proprio in riferimento al regno che Dionisio I riesce a costruire durante il suo lungo governo. Questa impegnativa eredità si converge, a partire dal 367 a.C., su Dionisio II, che viene accusato dalla tradizione diodorea di non essere riuscito a mantenere il potere tramandatogli dal padre.

## Dionisio I stringe alleanza con i Galli

### Alleanza con i Galli Senoni
(Marco Giuniano Giustino, Epitoma Historiarum Philippicarum Pompei Trogi, XX, 5, 4-6)

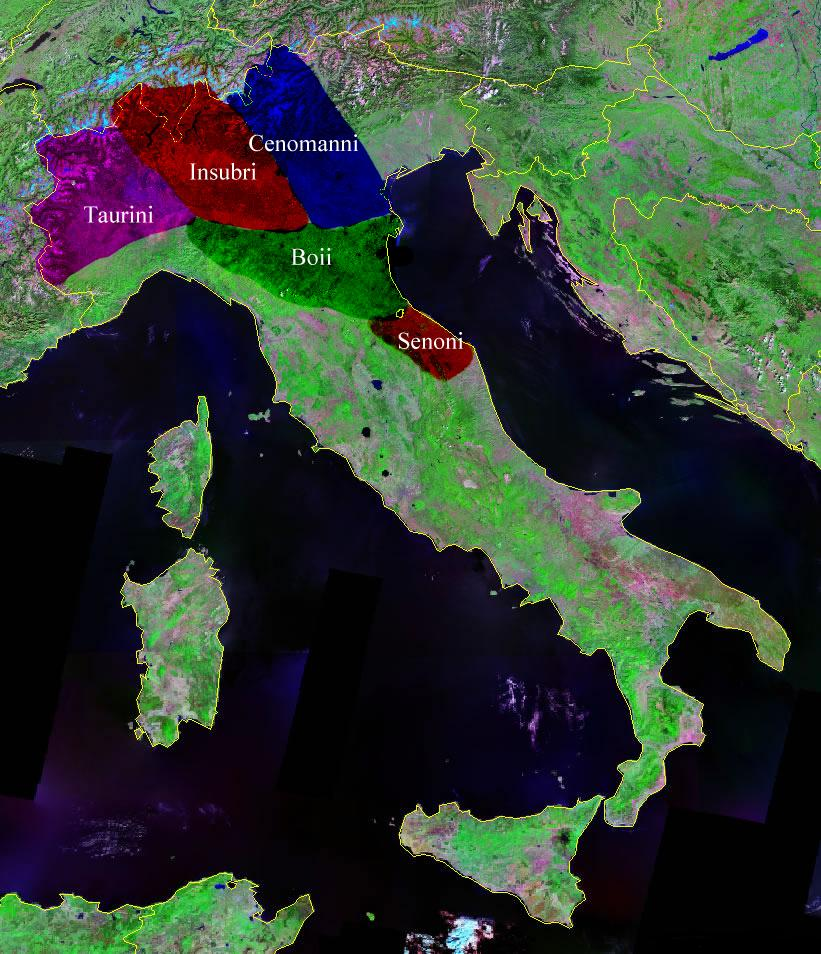
Nell'immagine le popolazioni galliche stanziatesi nel nord Italia.

Il Sacco di Roma, che la tradizione varroniana colloca nel 390 a.C., secondo la tradizione greca sarebbe invece avvenuto nel 388/387 a.C. o nel 387/386 a.C. Giustino (XX, 5, 4-6), riassumendo l'episodio da Pompeo Trogo, informa che gli stessi Galli che «mesi prima avevano incendiato Roma» (si tratta quindi dei Galli Senoni) si recarono dal tiranno di Siracusa – mentre questi era impegnato nella guerra contro la lega italiota – offrendogli un trattato di alleanza e cobelligeranza, sottolineando come le due parti contraenti avessero a che fare con lo stesso nemico, ovvero gli Etruschi, la cui egemonia insisteva sulla parte centrale e settentrionale dell'Italia.
La presenza di mercenari gallici all'interno dell'esercito siracusano dovrebbe quindi risalire all'anno 386/85 a.C., quando il popolo nordico mandò l'ambasceria, offrendo i propri servigi, presso il tiranno siceliota. Gli antefatti che portarono a tale accordo vanno ricercati nella rapida avanzata gallica all'interno della penisola italica, scandita dalla caduta dell'etrusca Melpum, avvenuta nel 388 a.C., e quindi con la calata dei Galli nella Valle Padana, che Nepote sincronizza con la caduta di Veio. In base alle fonti greche, viene registrato un sincronismo anche con l'assedio di Reggio, condotto da Dionisio I nel medesimo 388 a.C.
Diodoro conferma la presenza di basi galliche nell'Iapigia – all'epoca molto più vasta dell'attuale Puglia – già a partire dal 386 a.C. Oltre ad avere una funzione anti-etrusca, l'intesa con i Galli tornava utile a Dionisio I per «convogliare a proprio vantaggio forze che, diversamente, si sarebbero potute scatenare contro i propri possessi». Effettivamente alcuni storici moderni hanno constatato che fosse alquanto strano che la colonizzazione adriatica intrapresa dai Siracusani (i quali si spinsero fin nelle attuali terre del Veneto e delle Marche), non potesse dar fastidio ai Galli che attuavano nel medesimo territorio. Ciò si spiegherebbe con una dote diplomatica di Dionisio I (va ricordata la sua politica dichiaratamente filobarbarica) ed un nemico comune da combattere; gli Etruschi. Inoltre sembra che i Siracusani mirassero principalmente alla parte costiera dell'Adriatico occidentale, via d'accesso per l'Illiria; altro importante luogo di commercio e presenza siracusana. Per cui non si sarebbero scontrati con gli interessi dei Galli, ai quali avrebbero lasciato l'entroterra geografico dell'Italia.

### L'attacco a Cere
Le fonti antiche segnalano un attacco notturno di Galli provenienti dalla Iapigia contro la città laziale-etrusca di Cere nel 387/386 a.C. Sempre contro il territorio di Cere, e sempre di notte, avviene l'attacco di Dionisio I con le sue navi; culminato poi nel noto saccheggio del santuario di Pyrgi e nella razzia al porto di Cere, evento registrato da diverse fonti antiche, ma che Diodoro pone due anni dopo l'impresa gallica: nel 384/383 a.C. (Diodoro Siculo, XV, 14, 3-4). Tuttavia gli studiosi moderni trovano inspiegabile un simile comportamento piratesco di Dionisio I nei confronti della città laziale, soprattutto perché il geografo Strabone, fonte primaria, afferma che l'attacco cerita faceva parte di un vasto piano che comprendeva lo stanziamento siracusano presso l'Isola d'Elba, la Corsica e anche la Sardegna: tutti territori dove risiedevano i classici nemici della polis, ovvero Etruschi e Punici (già affrontati anni addietro negli stessi luoghi tirrenici). Conferma le parole di Strabone la presenza di un antico porto corso, di cui dà notizia Diodoro, chiamato Syrakosion (letteralmente "dei Siracusani"). Oltre l'interesse per il Tirreno, dietro l'attacco dionisiano vi sarebbe l'accordo con i Galli: la Sordi infatti sostiene che i due attacchi contro Cere si siano svolti in contemporanea, con i Galli che attaccarono dai monti e i Siracusani dal mare, e proprio la sconfitta dei mercenari celtici, sui quali il tiranno faceva molto affidamento, fu la causa della ritirata improvvisa della flotta dionisiana, che comunque proseguì verso l'alto Tirreno, come spiega Strabone.
L'alleanza tra la Siracusa di Dionisio I e i Galli stanziati in Italia, fu quindi il motivo che spinse Roma e gli Etruschi di Cere a deporre le ostilità e allearsi tra loro: i Ceriti aiutarono inizialmente i Romani ad andar per mare, poiché Roma rimaneva ancora debolissima sul fronte della navigazione, e grazie all'intesa con i Ceriti poterono fondare nel trentennio postgallico una delle loro prime colonie in Corsica.

## La grecità italiota e i Barbari

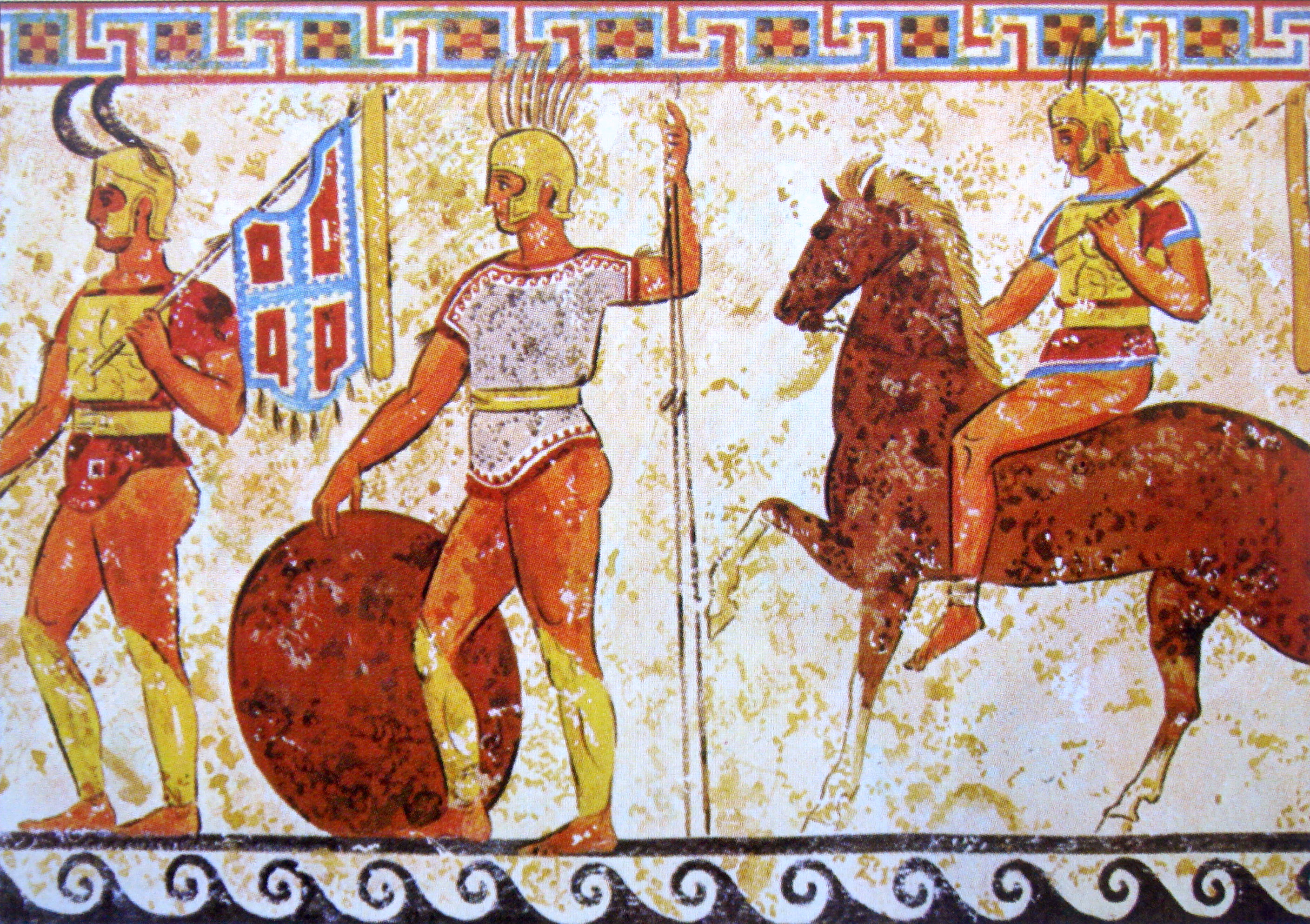
Soldati Sanniti, da un fregio tombale di Nola. IV secolo a.C. I due Dionigi li ebbero come mercenari italici nel loro esercito

Dionisio I condusse una politica che diversi studiosi definisco filobarbarica e anti-italiota.
Con 'politica filobarbarica' si intendono le mosse, prima belliche e poi propagandistiche, attuate da Dionisio I sui territori posti sotto la sua influenza o sotto il suo dominio, a favore dei Barbari. Attuando la pratica del mercenariato - in maniera talmente massiccia da essere paragonato per numeri ed etnia solo al mercenariato di Cartagine -, condusse elevati numeri di Italici all'interno dei confini ellenici occidentali. La sua è stata definita un'alleanza strumentale con i popoli non greci.
Lo storico Piganiol così definisce Dionisio I e i suoi rapporti con i Barbari:
(André Piganiol, Le conquiste dei romani. Fondazione e ascesa di una grande civiltà, 2010, p. 136.)
Dionisio II ereditò il vasto regno del padre, compresa la sua politica e i suoi legami con i Barbari. Come ribadito più volte dalla storiografia moderna, non è semplice comprendere fino in fondo le mosse e le prerogative di Dionisio il Giovane, ma si è concordi, all'unisono, nel dire che il quadro storico intorno a questa figura vada nettamente rivisto, poiché troppo legato alla propaganda antidionisiana che vi fu nel IV secolo a.C. Tagliamonte ad esempio sottolinea come Dionisio II «riceve una pesante eredità, assai difficile da gestire».
Poco dopo la sua ascesa al potere, il giovane tiranno fece un tempestivo trattato di pace con i Cartaginesi (366 a.C.). Rimase aperto il conflitto con i Lucani, il quale venne comunque placato nel 365/61 a.C.). Vennero così risolte le due guerre sul fronte meridionale ereditate dal padre.
La critica moderna attribuisce a Dionisio II, e anche a Dione, la lungimiranza di aver saputo cogliere l'attualità della situazione geopolitica che andava formandosi nel Mediterraneo. Il fronte cartaginese andava infatti chiuso con un trattato di pace, poiché in quel momento il pericolo proveniva in forma maggiore dall'Italia. Tra la minaccia dei popoli Osci stanziati nel Bruzzio, per la realtà magnogreca, e il rinnovato vigore di Roma postgallica che andava ad assorbire pericolosamente l'egemonia etrusca.
Platone, nel momento di crisi maggiore per la polis di Siracusa - ovvero quando nel 357 a.C. si giunse alla guerra civile interna - nella sua ottava epistola suggerì ai familiari di Dione (i figli di Dionisio I; Ipparino e Niseo) di fondere il loro partito con quello del tiranno e governare di comune accordo, dando così alla polis tre re che avrebbero dovuto governarla secondo le giuste leggi, salvaguardando così, con un solido potere, la grecità occidentale dalla grave minaccia rappresentata dai Barbari:
(Platone, Lettera VIII, 353e.)

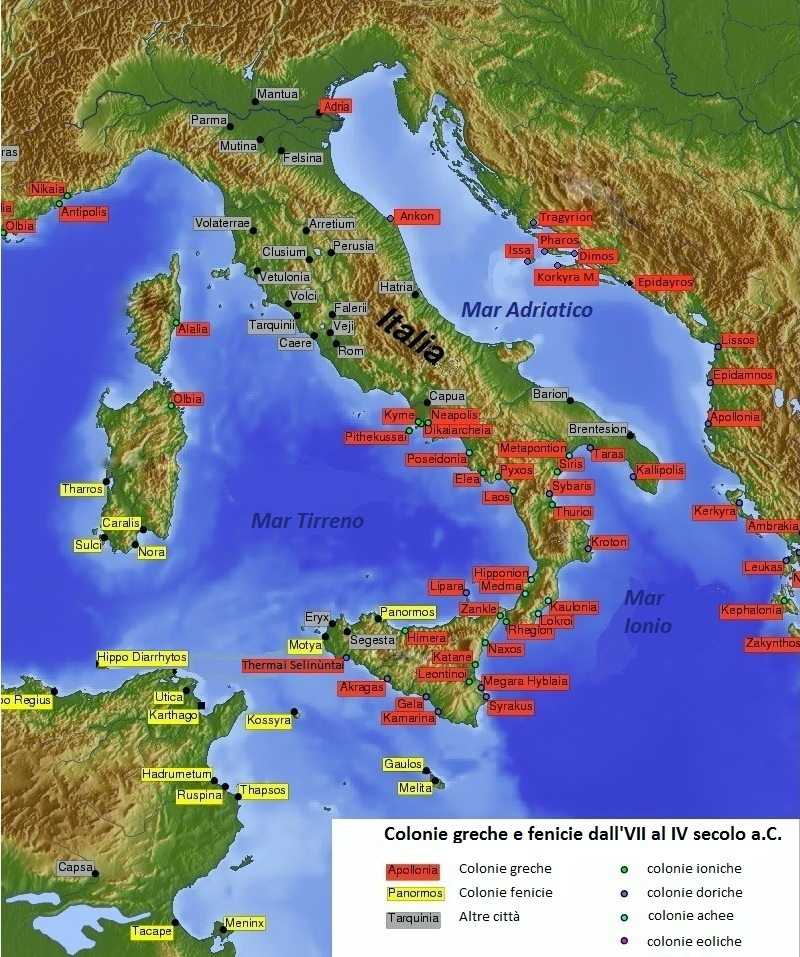
Le colonie greche in Italia (di colore rosso) e in Illiria nel IV sec. a.C. L'attacco dei Galli mutò lo scenario, ponendo a rischio la grecità italiota, minacciata ormai dal crescente potere romano

Piganiol sottolinea come Platone «previde» che la migrazione di Osci e Sabelli sulle campagne siciliane sarebbe stata la causa della caduta dell'ellenismo occidentale. Continua lo storico dicendo che furono proprio queste migrazioni del IV secolo a.C., attuate con il mercenariato dionisiano, che prepararono la venuta delle legioni romane.
Quando Dionisio II, dopo la morte di Filisto, trovò riparo in Italia, presso Locri Epizefiri, la situazione di alleanza con i Lucani era profondamente mutata. Con la formazione dello Stato dei Bretti, i possedimenti dionisiani vennero minacciati dall'elemento barbarico, il quale si insediò con forza all'interno della società italiota, provocando una situazione conflittuale, destinata a durare, alla quale partecipò il tiranno siceliota.
Fu questo il momento che gli storici definiscono periodo di anarchia militare, verificatosi dal 354 al 338 a.C., quando in Italia i numerosi mercenari arruolati da Dionigi il Vecchio, si ribellarono a Dionigi il Giovane e formarono una sorta di propria federazione che comprendeva i seguenti popoli italici: Osci, Campani, Liguri, oltre a mercenari Etruschi, Celti e Greci del Peloponneso. Nacque quindi la Lega dei Brettii (o dei Bruzi) che ebbe la sua capitale nella Cosentia.

## Dionisio II e le incursioni dei Galli nel Lazio
(Ettore Pais, Storia d'Italia dai tempi più antichi sino alle guerre puniche, 1894-1899, p. 628.)

### Basi galliche nell'Italia meridionale

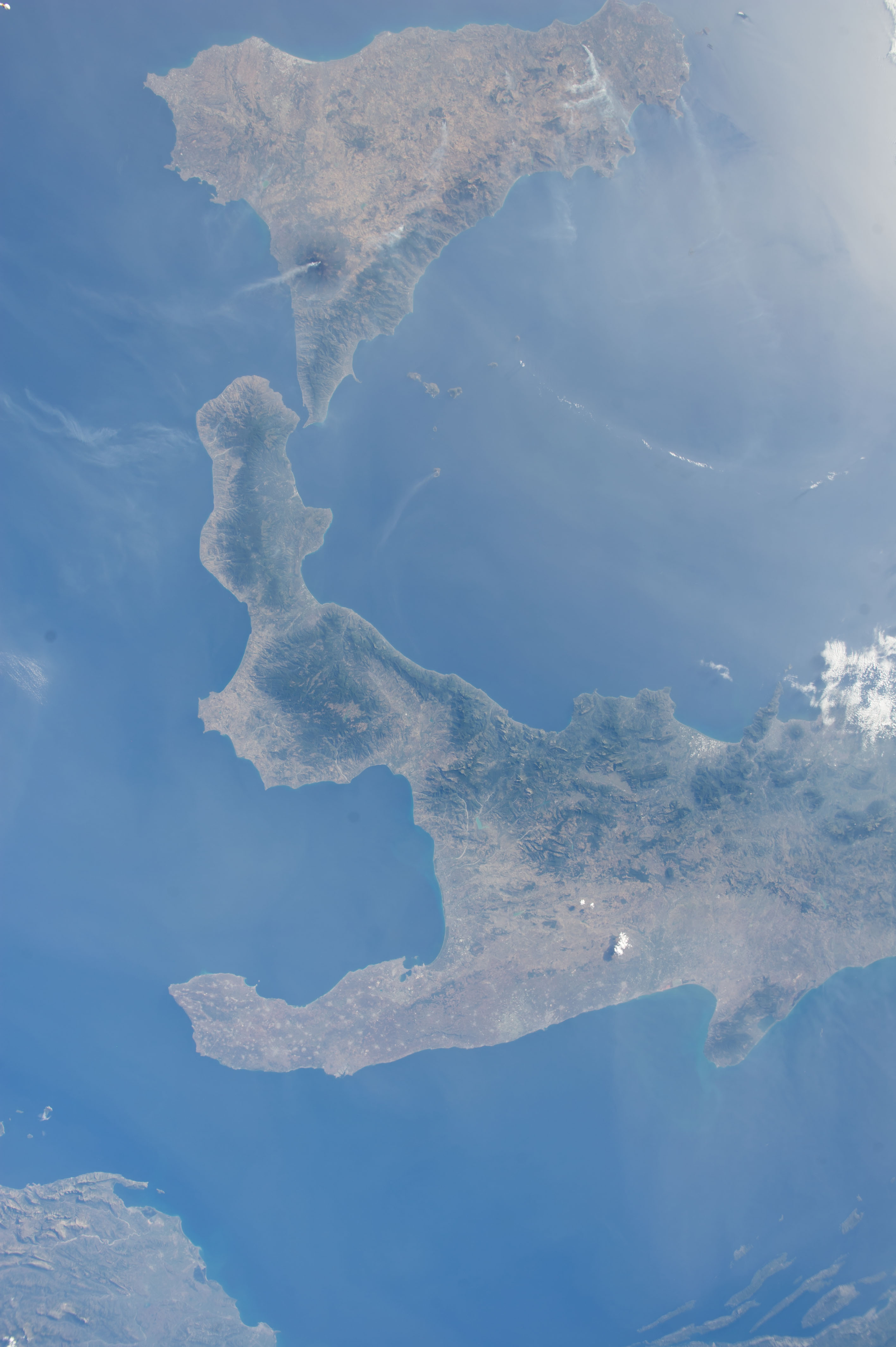
Il Canale d'Otranto dove si suppone che Dionisio II abbia fondato le sue colonie, per controllare e rendere sicura la navigazione siracusana dallo Ionio all'Adriatico

Il tiranno Dionisio II fondò, all'incirca nel 359/58 a.C., due nuove colonie sul litorale adriatico della Puglia - i cui nomi non sono resi chiari nelle fonti antiche - al fine di rendere sicura la navigazione sul Canale d'Otranto, lo Ionios Poros; «la rotta verso l'Epiro», specifica Diodoro.
Gli studiosi vedono in queste fondazioni lo stesso interesse di Dionisio il Grande verso l'espansione siracusana sull'Adriatico. Quello di Dionisio il Giovane sarebbe appunto un interesse strategico, volto a poter ottimizzare le spedizioni militari e soprattutto commerciali sulla sponda balcanica del Canale d'Otranto, contrastando la pirateria degli Illiri che rendeva assai difficoltoso il traffico di mercantili che navigavano lo Ionio.
Consolidata la sua presenza in Italia, Dionisio II avrebbe usato queste sue colonie per attaccare l'intesa etrusco-romana che minacciava l'egemonia siracusana oltre l'istmo calabro centrale (il famoso muro costruito da Dionisio I tra il golfo di Ipponio e quello di Scillesio - Squillace - che aveva il compito di spezzare i legami dei Greci, dividendoli e comandando su coloro che erano all'interno del muro). Per frenare l'ascesa dei romani - ancora oscurati dalla più nota Etruria - avrebbe rinnovato l'accordo del padre con i Galli.
Il rapporto tra Dionisio II e i Galli, sarebbe inoltre evidenziato dal nome che egli diede ad una delle sue fondazioni apule: Istro. Tale denominazione trae la sua origine dal fiume balcanico Istro, antico nome greco e romano del Danubio - luogo natio dei Celti, dice Erodoto - ma vi è l'attestazione di una città di nome Istro anche nell'Iapigia del Salento; il che vorrebbe alludere all'ingente presenza di Galli che il tiranno aveva stanziato nella propria colonia. Oltre il Salento anche la Campania rappresenta per il tiranno un importante appoggio logistico e una riserva di mercenari per il suo esercito. Ma gli accordi con i Galli si suppone siano avvenuti proprio in Puglia, dove i celtici parlarono con il tiranno o con un suo luogotenente; Braccesi ipotizza che tale figura possa essere quella di Filisto, il quale appare effettivamente stanziato con la flotta siracusana sulla costa della Iapigia, verso il basso Adriatico, nel 357 a.C. (data di Diodoro Siculo, corrispondente al 361 dell'annalistica liviana), dove sorgevano le recenti fondazioni dionisiane. Nel meridione d'Italia vi erano stanziate dunque massicce truppe di mercenari, la cui risalita verso l'Italia centrale era favorita dagli accordi di pace e alleanza che il tiranno siracusano stipulò con le terre della Lucania e di Taranto.
L'accordo tra il giovane Dionisio e il popolo celtico risalirebbe agli inizi della sua tirannide. Ciò verrebbe confermato dalle incursioni celtiche nel Lazio, le quali partirono dall'Italia meridionale e si interruppero, momentaneamente, solo quando Dionisio II perse il comando di Siracusa, ovvero dopo il 357 a.C., per poi riprendere regolarmente e cessare del tutto nel 344/43 a.C.; anno dell'esilio definitivo di Dionisio II a Corinto e del conseguente vuoto di potere venutosi a creare nel Mediterraneo.

### Gli scontri nel Lazio
Dionisio II - il cui nome rimane sempre celato dietro l'avanzata dei Galli - intraprese diverse incursioni nel Lazio, presenti nell'annalistica romana, in particolar modo in quella di Tito Livio:

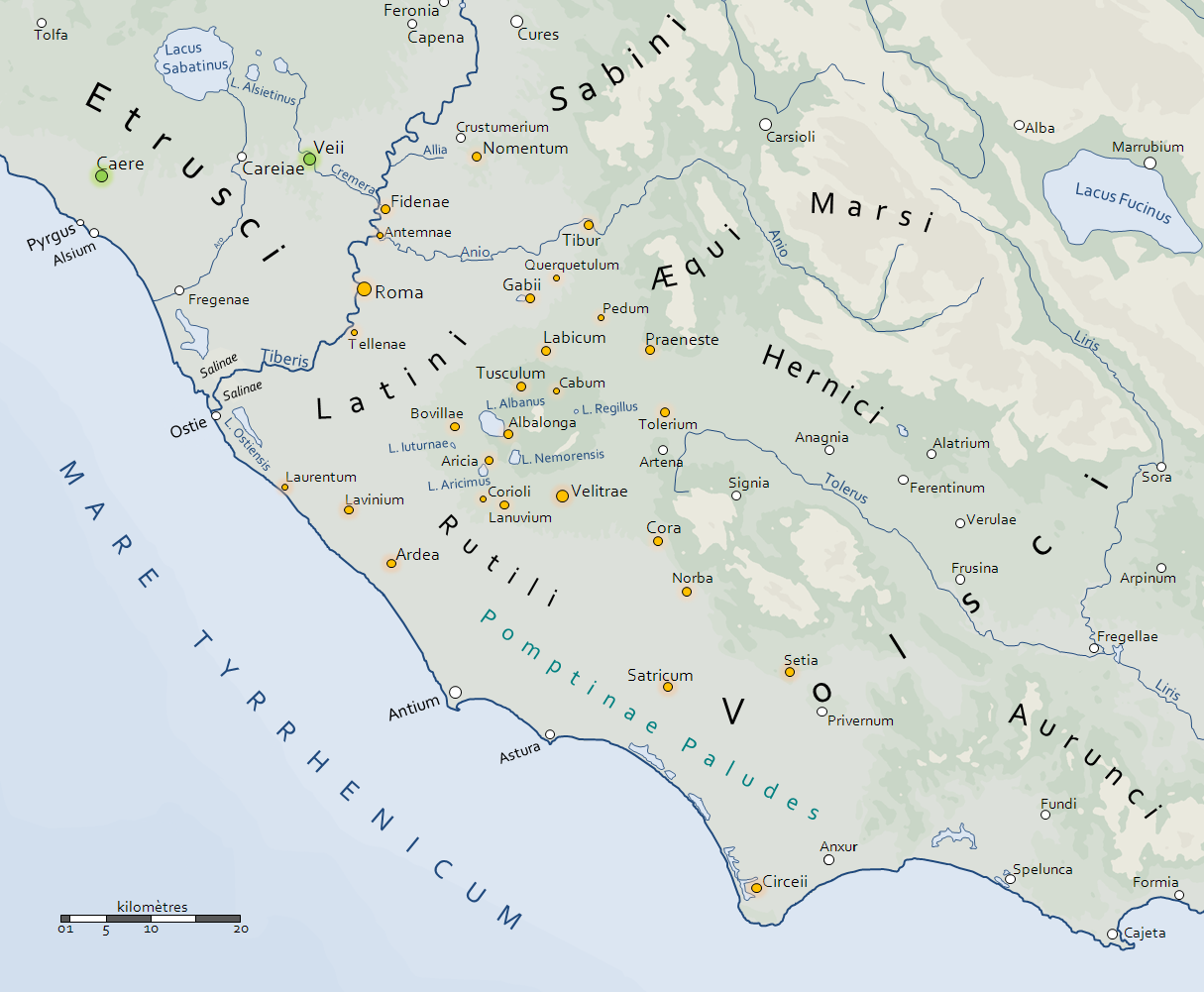
Il Latium Vetus costeggiato dai due Dionisi attraverso i Galli (si notino Pirgus e Caere raggiunte da Dionisio I in persona)

- Il primo nel 363 a.C. (VI 42, 4-8), con la fuga dei Galli in Apuliam.[2]
- Il secondo nel 362 a.C. (VII, 1, 3), nuovo attacco gallico proveniente sempre dall'Apuliam.[2]
- Il terzo nel 357 a.C. (VII 9, 10), con il duello tra Tito Manlio Imperioso Torquato e il Gallo.[2]
- Il quarto nel 356 a.C. (ib. 11,3ss.), i Galli tornano in Campania e Livio accenna a Tibur come arcem belli Gallici.[2]
- Il quinto nel 346 a.C. (ib. 23,2ss.), dopo un'interruzione di alcuni anni; corrispondenti con l'esilio di Dionisio II e la sua successiva ricomparsa a Siracusa.[2]
- Il sesto nel 345 a.C. (ib. 25,3ss.), concomitanza dell'attacco gallico presso i ex Albanis montibus e l'attacco greco presso il litus di Anzio e il Laurens tractus.[2]
- Il settimo ed ultimo nel 344 a.C. (ib. 26), con il duello tra Marco Valerio Corvo e il Gallo.[2]

Le interruzioni degli attacchi coincidono con i momenti di destabilizzazione della tirannide dionisiana, e quindi dell'incertezza del mercenariato al servizio dei sicelioti. Nel 355 a.C. e nel 354 a.C., dopo la pace con i Latini, i Galli si erano ormai insediati a Preneste,.
Marta Sordi riconosce i fatti storici dietro l'epica che gli antichi Romani tramandarono nei loro racconti. Fatti storici risalenti al trentennio postgallico. Gli attacchi gallici - tra l'altro dei Galli Senoni; il medesimo gruppo celtico che nel 386 a.C. occupò Roma e stabilì alleanza con Dionisio I - provenienti dall'Apulia e dalla Campania, nella zona tra i Colli Albani e il mare, rimasero impressi nella tradizione popolare romana (a differenza di quella greca che invece non fa menzione di tali accadimenti), la quale li trasformò, con il tempo, in episodi di epica individuali:
(Marta Sordi, Dionigi e il Tirreno in La Sicilia dei due Dionisi, 2002, p. 498.)
L'annalistica tarda romana e «i ricordi che la gentes gelosamente custodivano» sono finiti nei testi di Livio, il quale in questo modo ha salvato la memoria dell'origine meridionale degli attacchi contro i Romani. La Sordi sostiene che fu questo il principio dell'espansione romana verso Sud e verso il mondo greco, poiché i due Dionisi nel Tirreno minacciarono Roma, costringendola dunque a difendersi; una difesa che presto assunse in contorni di una guerra di conquista:
(M. Sordi, Dionigi e il Tirreno in La Sicilia dei due Dionisi, 2002, p. 499.)

### L'attacco della flotta greca

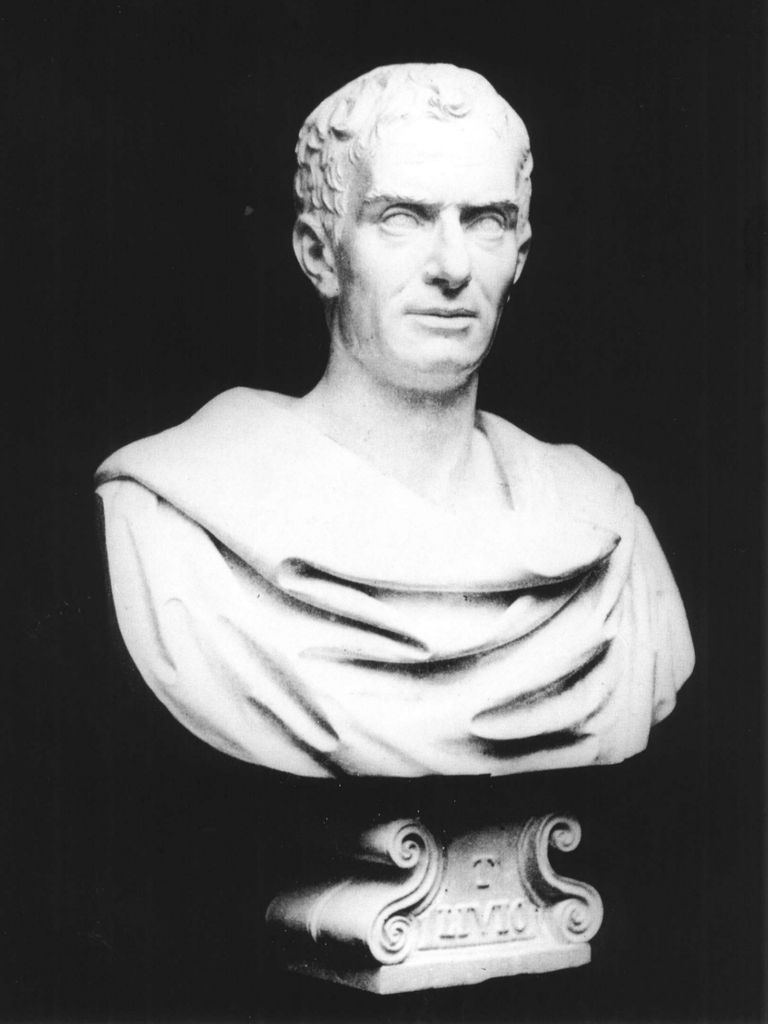
Busto di Tito Livio, opera di Lorenzo Larese Moretti (1858-1867)

Una delle rare testimonianze di un possibile scontro diretto tra l'urbe e la polis dionisiana è dato dal racconto liviano che parla di una flotta greca giunta sulle rive del Lazio, la quale infestò Anzio, Laurento e la foce del Tevere (nei pressi di Ostia Antica); in concomitanza con un attacco gallico sferrato negli ex Albanis Montibus. Lo storico romano sostiene che si trattasse di una flotta inviata dai tiranni di Sicilia:
(Tito Livio, Ab Urbe Condita, VII, 25-26.)
Dato che in quel periodo la forza dionisiana era la più potente dell'isola, e poiché risulta ancora una volta parallelo l'intervento gallico con l'elemento greco, parecchi studiosi moderni hanno supposto che si trattasse di una flotta proveniente da Siracusa.
Pericolosamente assediata da terra e da mare nei suoi territori, Roma affidò a Lucio Furio Camillo la sua difesa. Il dittatore combatté prima contro i Galli, sconfiggendoli in campo aperto, e poi gli fu detto di dedicarsi alla guerra marittima contro i Greci. Ma poiché questi non vennero alle mani con l'esercito romano, Camillo non poté compiere alcuna impresa memorabile contro di loro.
Livio sottolinea inoltre che gli assedianti sulle navi dimostravano scarse abilità al combattimento terrestre, così come i Romani erano scarsi nei combattimenti marittimi. Aggiunge poi che per mancanza di viveri, e di acqua soprattutto, la flotta greca tolse l'assedio alla costa italica. Singolare e significativa risulta quindi la frase liviana secondo la quale quei Galli che avevano ingaggiato la lotta presso i Monti Albani, si ritiravano nell'Apulia e nel mare inferum (Livio, VII, 26, 10) che secondo il latinista Jean Bayet corrispondeva a «la mer sicilienne». Lo stesso richiamo a dei Galli che trovarono rifugio sulle navi in mare, lo si trova ancora in Livio, quando Marco Valerio Corvo rivolto al suo esercito dice: «qui Gallos tot proeliis caesos postremo in mare ac naues fuga compulerit» (Livio, VII, 32, 9).
L'attacco si svolse nel 345 a.C. (il 349 a.C. varroniano), corrispondente all'anno in cui Dionisio II fece ritorno dall'Italia a Siracusa, governando la polis tra grandi conflitti interni per l'ultimo periodo, prima dell'esilio finale a Corinto.

## Alleanze con i popoli del Lazio

### Latini

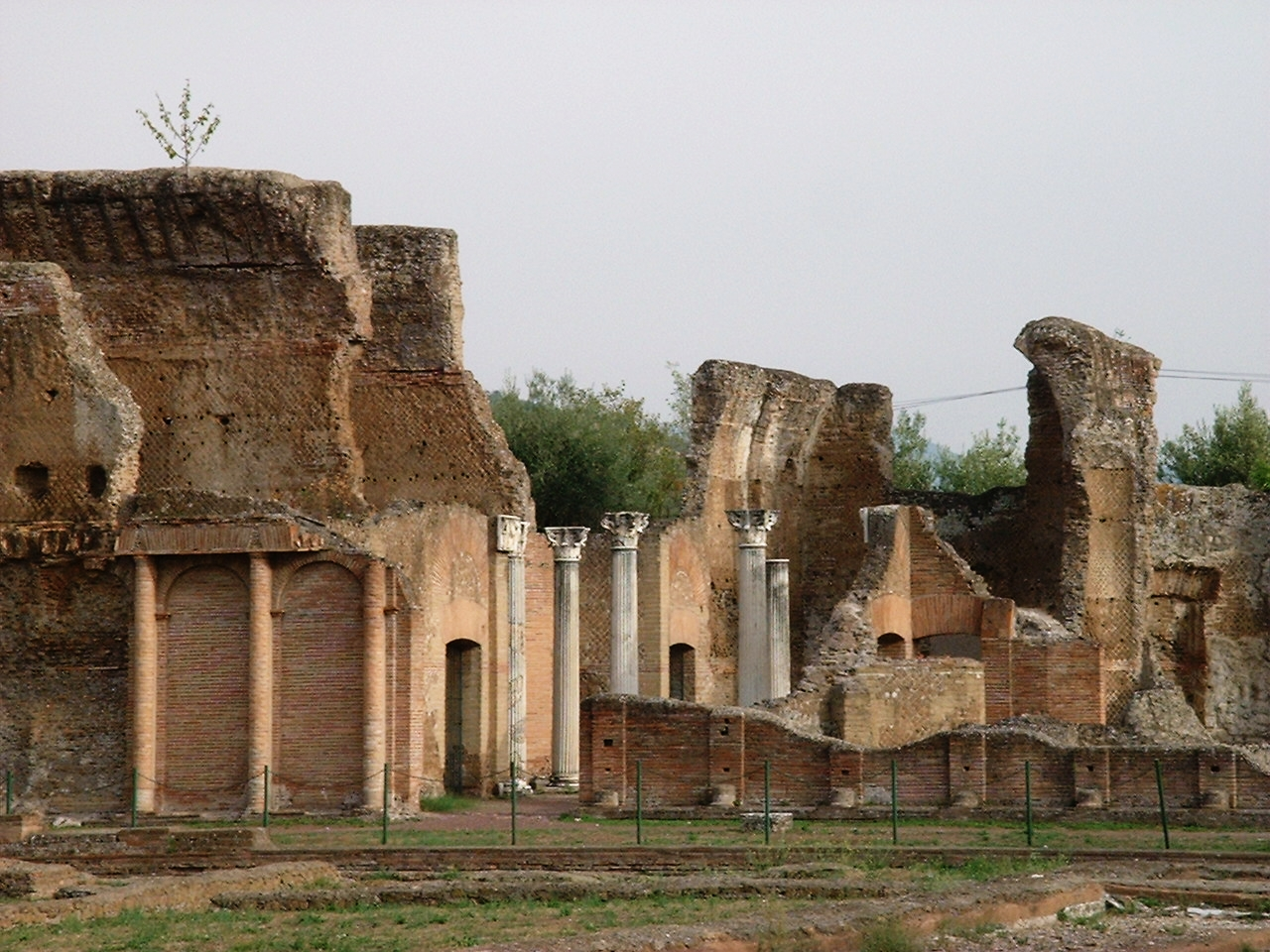
I resti del palazzo imperiale di Villa Adriana, Tivoli (Tibur). Catone afferma che Tibur venne fondata da Sicani, ma Antioco di Siracusa afferma che nel Lazio anticamente vi abitavano i Siculi. Lo scambio nella tradizione romana tra Siculi e Sicani sarebbe dovuto al fatto che i Siculi de IV sec. a.C. erano stati alleati di Siracusa, per cui troppo legati al nemico politico di quel tempo, per far parte della storia fondativa romana.

I Latini furono alleati di Dionisio II. I mercenari dionisiani posti nelle loro basi galliche dell'Italia meridionale, affiancavano la resistenza latina nella lotta contro Roma. I ribelli Latini provenivano principalmente da Tibur e Preneste, le quali «non avevano esitato ad unire le loro armi a quelle dei Galli». Quando avvenne il primo allontanamento del tiranno da Siracusa, nel 357 a.C., i Romani ruppero l'accordo con gli Etruschi - il quale durò per tutto il trentennio post-gallico, si presume a causa della politica espansionistica dei due Dionisi - e stipularono nel 30º anno dall'occupazione gallica di Roma, equivalente al 356/355 a.C., la pace con i Latini;  la pax Latinis petentibus data di cui parla Livio (VII 12, 7), i quali, senza più il supporto dei mercenari dionisiani, si videro costretti a cedere al potere romano.
La scelta come basi galliche laziali per i mercenari dionisiani ricadde su Tibur e Preneste per la loro ottima posizione, favorevole alla politica siracusana. Queste due località si trovavano infatti in un punto di confine strategico per comunicare e seguire le operazioni dalla Campania, dove i Dionisi da tempo reclutavano fedeli mercenari per il loro esercito, e al contempo permettevano di prendere la via per l'Adriatico, le cui coste erano diventate, con l'apertura attuata dai due Dionisi, punti frequenti per insediamenti di Sicelioti.

### Collegamento con la guerra campano-latina
Nel medesimo periodo di affanni per la tirannide dionisiana (354 a.C.) i Sanniti, popolo d'origine campana, stipularono un trattato di pace con i Romani. Tale trattato rientrerebbe nell'ottica antisiracusana. Infatti i Sanniti, avversari dei Campani, temevano l'alleanza esistente tra i mercenari gallici, il tiranno di Siracusa e il popolo della loro regione. Per cui stipularono alleanza con Roma, in vista di un nuovo intreccio tra Latini, Galli e Siracusani, ai danni dei territori sanniti.
Studiando l'annalistica liviana, la Sordi segnala che la guerra campano-latina, chiamata effettivamente dagli antichi guerra gallica (bellum Gallicum) - così Sallustio, Dionigi, Servio che a loro volta presero il nome da Fabio Pittore, mentre nella tradizione successiva scomparve qualsiasi accenno ad essa in tali termini - sarebbe da collocare non nel 340-338 a.C., ma nel periodo antecedente allo scoppio della prima guerra sannitica, nel 345-343 a.C., come conseguenza immediata della caduta, e quindi della terminazione dei rapporti con i mercenari in Italia, della tirannide siracusana.
Gli studiosi si soffermano quindi sul perfetto sincronismo che questi eventi dimostrano di avere con le vicende dionisiane: con il ritorno di Dionisio II in Sicilia e la ripresa delle incursioni greche e galliche, provenienti da Sud, contro Roma (346 a.C.), e poi con la loro interruzione nello stesso periodo in cui avvenne lo sbarco in Sicilia dell'esercito cartaginese agli ordini del šofeṭ Magone III (345/344 a.C.), e infine il conseguente definitivo esilio del tiranno a Corinto ad opera di Timoleonte e lo scoppio della guerra campano-latina, sempre nei medesimi anni sopracitati.

### Volsci

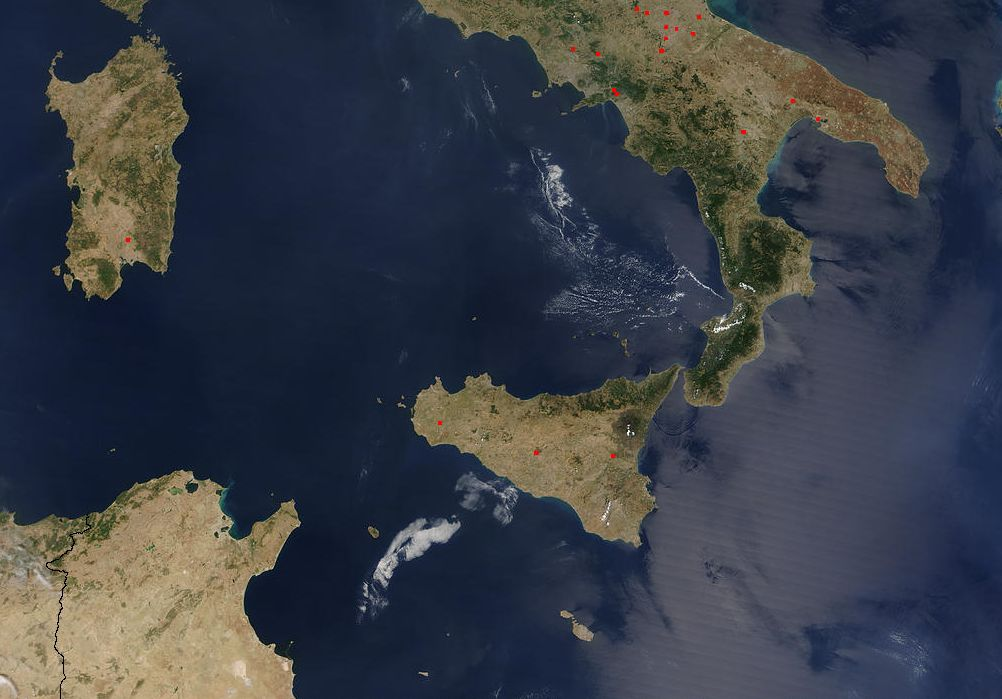
La rotta delle navi siracusane sul Tirreno doveva per forza passare dal territorio dei Volsci, per evitare di incrociare le forze puniche poste sulle coste della Sardegna

La storica Lucca sostiene, invece, l'ipotesi che i Siracusani di Dionisio II, e quindi i mercenari gallici, fossero alleati non solo dei Latini ma dei Volsci, senza l'intermediazione dei primi, poiché il territorio costiero del Lazio, comprese le colline a sud dei Monti Albani, era all'epoca abitato dai Volsci. Difendendo quindi dal potere romano questo popolo, lo scopo del tiranno sarebbe stato quello di impadronirsi della fertile pianura costiera laziale e campana, assicurandosi così un'agevole navigazione per la flotta siracusana sul mar Tirreno.
Il rapporto con le genti volsce in passato fu ostile. Al tempo di Gelone, nell'anno 491 a.C., quando il tiranno siceliota inviò del grano a Roma, ritornando dall'urbe verso la Sicilia le navi vennero catturate sulla costa laziale dai Volsci Anziati, e la situazione venne risolta grazie all'intercessione romana che spedì un esercito contro i Volsci per intimare loro la liberazione degli ostaggi. Ma adesso la situazione era mutata, sostiene la Lucca, poiché i Romani erano divenuti una minaccia per i Siracusani e non più possibili alleati come ancora si auspicava sotto la tirannia del dinomenide. Nel frattempo i Volsci, popolo minacciato dall'egemonia romana, era divenuto una presenza da difendere per impedire a Roma di espandersi. Ogni qual volta che l'annalistica romana registra un attacco gallico nel Lazio, si verifica anche una situazione di scontro con qualche località dei Volsci.
I rapporti di alleanza tra Volsci e Siracusani sarebbero inoltre testimoniati da due fattori di rilievo: il primo è rappresentato dalla rotta marittima - in un certo senso obbligata - che le navi dei due Dionisi dovevano percorrere per raggiungere il medio e alto Tirreno; esse dovevano dirigersi verso la costa occidentale della penisola, abitata dai Volsci, per evitare così la costa orientale della Sardegna che proprio nel IV secolo a.C. ebbe la sua maggiore influenza punica, data la consistente presenza di cartaginesi sull'isola. Il secondo fattore sarebbe dato dal fatto che due degli attacchi gallici dei mercenari dionisiani, si svolsero a supporto non di due città latine, ma bensì di due città volsce: Velletri (367 a.C.) e Anzio (349 a.C. = 345 a.C.); durante questi attacchi i Galli si diressero verso il Volscos Falernumque agrum, prima di raggiungere le navi degli alleati Greci: ac mare inferum.

## L'intervento di Cartagine

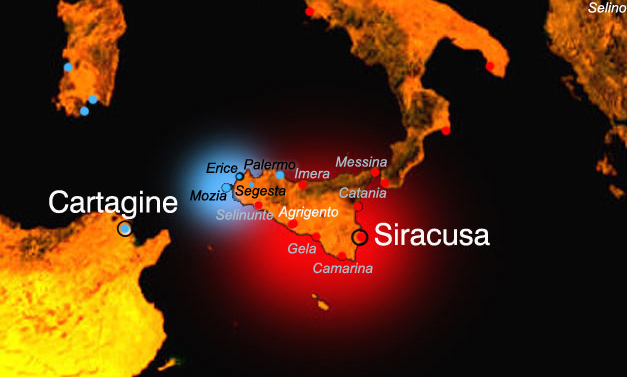
Situazione siciliana al tempo di Dionisio I, mutata a favore di Cartagine dopo la sconfitta siracusana del Monte Cronio (383 a.C.) e l'assedio di Lilibeo (368 a.C.).

Nel 344 a.C. (348 a.C. varr.) Roma e Cartagine stipulano un trattato di alleanza (Polibio, Storie, III, 24, 3-13) che molti studiosi definiscono nato in chiave anti-siracusana.
Solo un anno prima, nel 345 a.C., Roma aveva ricevuto l'attacco della flotta greca, di presunta origine siracusana, nelle sue coste. A detta degli storici moderni, nonostante non vi furono notevoli battaglie sul posto, l'accaduto - nel quale si parla per i romani di duo simul bella externa (due guerre straniere) - fu determinante per Roma, che sentendosi minacciata dalla cobelligeranza esistente tra Greci e Galli, prese provvedimenti stipulando un trattato di alleanza con la potenza africana, la quale nel medesimo periodo si accingeva a raggiungere le coste della Sicilia in stato di guerra.
Il trattato romano-punico del 344 a.C., che per alcuni studiosi, come Andreas Alföldi, rappresenterebbe il vero primo trattato tra Roma e Cartagine; non prestando fede al presunto primo accordo del 504 a.C., conteneva una clausola anti-latina, scaturita da quella ribellione che secondo la Sordi sarebbe stata provocata dai mercenari gallici dei due Dionisi: i Romani, infatti, concedevano a Cartagine di raggiungere le coste del Lazio e depredare cose e persone delle città latine a lei non soggette, consegnando a Roma solo il territorio (Pol. III, 24, 5). In questo modo l'urbe si liberava della pericolosa presenza di ribelli legati ad una possibile politica espansionistica dionisiana.
(Eugenio Manni, Roma e l'Italia nel Mediterraneo Antico, 1973, p. 197.)
Differentemente il Manni non crede che la flotta di cui parla Livio appartenesse alla tirannide siciliana; egli sostiene l'ipotesi che il passo liviano possa in realtà essere una falsa notizia messa in giro dalla propaganda cartaginese che aveva i propri interessi a mettere in cattiva luce i Greci di Sicilia. Inoltre il Manni analizza il contesto che spinse Roma e Cartagine ad allearsi:
(Eugenio Manni, Roma e l'Italia nel Mediterraneo Antico, 1973, p. 197)
Cartagine allestì un numeroso esercito, paventando un suo diretto coinvolgimento nella guerra siciliana che si prospettava all'orizzonte a causa del ritorno di Dionisio II e del malcontento dei Siracusani. La spedizione cartaginese salpò alla volta dell'isola nella primavera del 345 a.C., o al più tardi nell'estate-autunno del 344 a.C.
Dionisio II subisce una prima decisiva sconfitta ad opera di Iceta di Leontini, che secondo Plutarco sarebbe stato fin dal principio l'interlocutore più influente dei Cartaginesi, con i quali strinse alleanza. L'intervento inoltre del corinzio Timoleonte, che con il suo contingente di uomini giunge dalla Grecia nel medesimo periodo in cui Dionisio II si trova ormai isolato, si risolve in una situazione bellica quanto mai articolata che vede le tre parti: Cartaginesi di Iceta, Dionisio II e Timoleonte, contendersi la conquista di Siracusa nell'assedio del 344/343 a.C.
Il conflitto determina infine la resa del tiranno e la vittoria di Timoleonte, lasciando comunque aperta una situazione bellica con Iceta, il resto dei tiranni di Sicilia e l'esercito cartaginese; scenari che verranno in seguito affrontati e risolti dal corinzio ormai al comando della liberata polis di Siracusa.
Dopo la dipartita di Dionisio II, esiliato a Corinto, cessano anche gli attacchi dei Galli nel Lazio: l'ultimo si verifica nel 343 a.C. Coincidenza che secondo la ricostruzione moderna, sarebbe la prova evidente della connessione esistita tra le incursioni galliche contro l'egemonia etrusco-romana e la tirannide dionisiana.

## Ripercussioni nella cultura romana

### La storiografia dionisiana e l'origine etrusca di Roma
Dopo l'istituzione del governo timoleonteo, accadde un episodio che alcune ricostruzione della storiografia moderna collegano con l'ultima fase della tirannide dionisiana: un pirata dal nome romano, Postumio, con ben 12 navi corsare giunse all'interno del porto di Siracusa, offrendo amicizia a Timoleonte, ma questi lo fece catturare ed uccidere.
(A. Coppola, L'Occidente, mire ateniesi (4. Atene, Roma e Siracusa) in Hesperìa 3, Braccesi, 1993, p. 109-110.)
La sua presenza è stata definita come «l'ultimo episodio di questo scontro spesso ignorato fra Romani-Etruschi e Siracusani nel IV secolo».
La possibile origine etrusca di un personaggio dal nome «tipicamente romano» si riallaccia inoltre alla storiografia d'epoca dionisiana che annovera Roma tra i centri di genesi etrusca. Testimonianza significativa di ciò sarebbe il racconto dello storico antico Alcimo, noto alle cronache per essere considerato il primo ad aver narrato della leggenda riguardante la nascita di Roma tramite Romolo e il suo discendente Romo (identificabile con Remo), ed aver collegato le origini dell'urbe con il mondo etrusco, dando allo stesso una connotazione piuttosto negativa.

### Riflessi degli eventi di V-IV secolo nella storiografia romana

#### L'origine del Tevere
L'ostilità esistente tra la Siracusa dionisiana e Roma, potrebbe essere all'origine di alcune leggende romane che sarebbero state sviluppate per la prima volta proprio nel IV secolo a.C.
Le stesse origini di Roma hanno assunto un connotato negativo nella storiografia di IV secolo. Timeo di Tauromenio (Timeo, FGrHist 566 F 102), ad esempio, narrando le vicende di Eracle precisa che, l'eroe protagonista della distruzione di Troia — legato quindi alle origini troiane dei romani — era accorso in aiuto di Siracusa durante la difficile spedizione ateniese in Sicilia, per adempiere al debito che aveva con Core, divinità siciliana, che lo aveva aiutato contro Cerbero. Diversamente Eracle si adirò con gli ateniesi che stavano aiutando i troiani a Segesta.
Allo stesso modo, la politica espansionistica di Siracusa avrebbe dato fastidio alla Roma repubblicana, la quale avrebbe quindi preso posteriormente le difese, ideologiche, di Atene nei confronti dell'aggressività siracusana. Il fatto sarebbe riscontrabile nella leggenda sull'origine del fiume Tevere: se realmente Roma rese omaggio ad Alcibiade, è possibile allora che la paretimologia romana sul fiume Tevere — al principio si chiamò Albula, poi divenne Thybris, come il canale siracusano, e infine fu Tevere — sia in realtà una denuncia delle prepotenze siracusane sui prigionieri ateniesi che, com'è noto, dopo la sconfitta subita in terra siciliana vennero costretti dai Siracusani ad una lenta ed estenuante prigionia all'interno delle latomie.

#### Furio Camillo e il trionfo romano

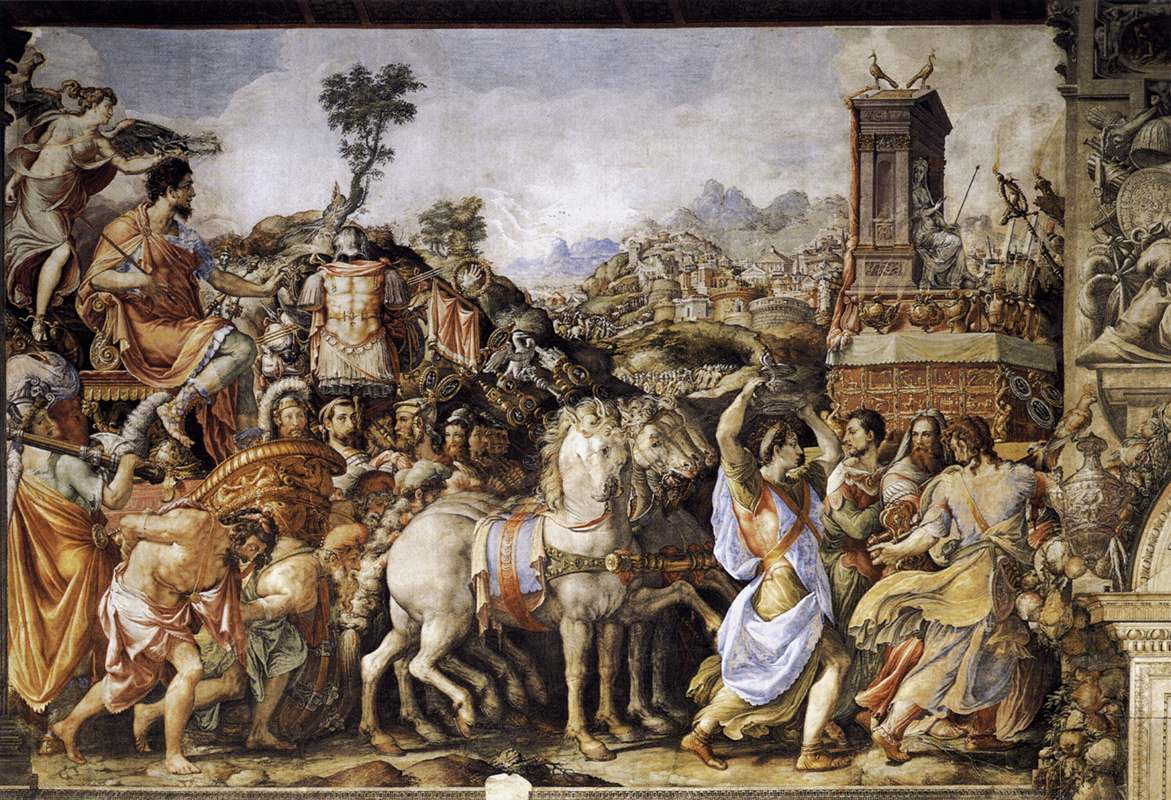
Il trionfo di Furio Camillo

Nel IV secolo a.C. Marco Furio Camillo — colui che sconfisse il capo dei Galli Senoni, Brenno e venne ricordato dai Romani come Pater Patriae — dopo aver trionfato con l'esposizione di una quadriga trainata da cavalli bianchi, andò incontro all'ira del popolo romano. L'indignazione per l'episodio trarrebbe le sue origini nell'accostamento della figura del dittatore romano con quella del tiranno siracusano.
Dionigi era noto per usare una quadriga trainata da bianchi cavalli durante le occasioni solenni. Inoltre il Siracusano si accostava al pari della sua divinità omonima: Dionisio, e nemmeno Furio Camillo sarebbe stato esente dall'ostentare una sua correlazione con la divinità solare, Apollo. Tra il dittatore Romano e la figura tirannica che governava la Sicilia si scorgevano dunque delle pericolose analogie che spinsero il popolo romano a porre dei freni ad una possibile traslazione del governo tirannico d'epoca dionisiana al governo repubblicano di Roma, e al deciso rifiuto di un'influenza siracusana nei personaggi più influenti della stessa Roma.

#### Nell'Eneide di Virgilio

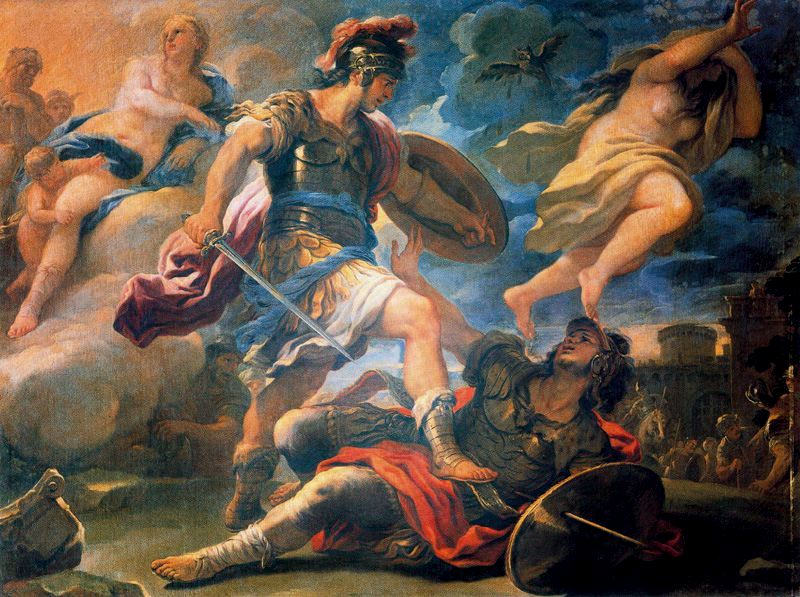
Enea e Turno. I personaggi virgiliani mostrano forti analogie con ciò che narra Livio su Marco Valerio Corvo e il Gallo

Nella composizione dell'Eneide, Virgilio espone un importante paragone, dando dimostrazione di conoscere i fatti di IV secolo a.C. che coinvolsero da un lato la politica espansionistica siracusana e dall'altro la lotta romana per non soccombere all'invasione gallica.
Nell'Eneide si descrive la lotta finale per la conquista del Latium. I Latini per sconfiggere i Troiani cercano di allearsi col greco Diomede, il quale sta fondando città in Apulia e manda ai Latini dalla Campania gli alleati che essi cercavano, armandoli però, stranamente, alla maniera celtica. Segue una tregua perché Diomede si rifiuta di prendere nuovamente le armi contro i Troiani. La pace viene però violata dai Latini e allora la lotta riprende. Si giunge allo scontro finale tra Turno, per i Latini, ed Enea, per i Troiani. I due si scontrano sotto le mura di Laurento.
Lo scontro appare però subito segnato dal fato: Giove decreta la morte di Turno, gli invia quindi una dira con le sembianze di un uccello, che sbattendogli tre volte nello scudo lo disorienta, quindi Enea può infliggergli il colpo finale che lo abbatte (Aen. XIII 692 ss).
Analizzando i passi virgiliani con la storiografia di Livio si presentano delle schiaccianti analogie con la cronologia di IV secolo a.C.: il greco Diomede è in realtà il tiranno siracusano Dionigi, che al pari del suo alter ego virgiliano si stanzia anch'egli in Apulia. Tra Diomede/Dionigi e i Latini avvenne realmente un'alleanza contro il potere dilagante dei Romani. Ai Latini giunsero realmente gli aiuti degli alleati Galli, mercenari di Siracusa. Diomede/Dionigi rifiuta di combattere ancora perché la situazione nella polis siciliana precipita, interrompendo ogni velleità espansionistica dionisiana. Lo scontro finale tra Enea e Turno, oltre ad avvenire nello stesso luogo dove si verificò l'ultimo scontro tra Greci e Galli, nella regione laurentina, mostra anche le medesime modalità del duello finale tra Marco Valerio Corvo ed il Gallo: anche in quel caso fu una forza divina a segnare il destino dei contendenti. Narra Livio che appena il Romano comincia a combattere, un corvo si posa sul suo elmo (Liv. 26, 3), poi l'uccello si riversa addosso al Gallo, colpendolo nel fisico e turbandolo nella mente. Valerio, aiutato dagli dei, può così abbattere facilmente il nemico. I Galli sono definitivamente sconfitti e si disperdono nel sud della penisola italica.